# Alicia Diaz de la Fuente
Alicia Diaz de la Fuente   (Madrid, 1967) és una compositora espanyola de música clàssica, catedràtica de composició en el Conservatori de Madrid.

## Biografia
Va estudiar òrgan i composició en el Conservatori de Madrid on va ser deixebla d'Antón García Abril. Va ampliar els estudis de composició en la Universitat d'Alcalá de Henares sota la direcció de José Luis de Delás. A París, va realitzar cursos de composició i informàtica musical en el IRCAM amb Marc-André Dalbavie, N. Schnell, J. Harvey i R. Reynolds, entre d'altres.
Compositora de trajectòria reconeguda, ha rebut nombrosos encàrrecs i premis, inclòs el Premi Nacional de Música 2022 en la categoria de composició, destacant per la seva habilitat per establir diàleg amb altres arts. Les seves obres han estat interpretades en festivals internacionals de música i inclouen peces com *Ecos del pensamiento*, *Llueven estrellas en el mar*, i *Los acantilados de Jaizkibel*.
A més de la seva obra com a compositora, ha publicat nombrosos articles sobre estètica i anàlisi musical i ha participat en cursos i conferències en universitats i conservatoris d’arreu del món.

## Premis i reconeixements
- Premi Nacional de Música 2022, en la categoria de composició.[5]